# Alwernia
Alwernia é um município da Polônia, na voivodia da Pequena Polônia e no condado de Chrzanów. Estende-se por uma área de 8,88 km², com 3 420 habitantes, segundo os censos de 2016, com uma densidade de 385,1 hab/km².